# Корона-Макијареле (Болоња)
Корона-Макијареле (итал. Corona-Macchiarelle) је насеље у Италији у округу Болоња, региону Емилија-Ромања.
Према процени из 2011. у насељу је живело 15 становника. Насеље се налази на надморској висини од 958 м.